# Francisco da Costa (Politiker, 1967)

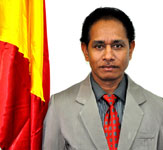
Francisco da Costa

Francisco da Costa (* 21. Februar 1967, Kampfname Ikulay, in Baucau, Portugiesisch-Timor) ist ein Politiker aus Osttimor und Mitglied der Partei Congresso Nacional da Reconstrução Timorense (CNRT).

## Werdegang
Costa hat ein Jurastudium absolviert. Seit 2012 war er Abgeordneter im Nationalparlament Osttimors und hier Mitglied der Kommission für konstitutionelle Angelegenheiten, Justiz, Öffentliche Verwaltung, lokalen Rechtsprechung und Korruptionsbekämpfung (Kommission A). 2017 wurde er auf dem Parteikongress zu einem der stellvertretenden Vorsitzenden des CNRT gewählt. Bei den Parlamentswahlen 2017 scheiterte er aber auf Listenplatz 34 des CNRT und schied damit aus dem Parlament aus.
Bei den Parlamentswahlen 2023 kandidierte Costa auf Platz 25 der Liste des CNRT und zog erneut in das Nationalparlament ein. Er ist nun Vizepräsident des Ausschusses für Öffentliche Finanzen (Kommission C).